# Marian Wabia
Marian Wabia (ur. 1 czerwca 1943, zm. 23 marca 2004) – polski fizyk, doktor habilitowany i profesor Politechniki Szczecińskiej, dyrektor Instytutu Fizyki tej uczelni.

## Życiorys
W 1960 rozpoczął studia wyższe w dziedzinie fizyki na Wydziale Matematyki, Fizyki i Chemii Uniwersytetu im. Adama Mickiewicza w Poznaniu. W czerwcu 1965 pod kierunkiem prof. Z. Pająka obronił pracę pt. Badanie czasu magnetycznej relaksacji jądrowej T1 w związkach o wiązaniu wodorowym, uzyskując dyplom magistra.
Po ukończeniu studiów rozpoczął pracę w Katedrze Fizyki Politechniki Szczecińskiej, kolejno na stanowiskach asystenta, starszego asystenta, adiunkta prowadząc zajęcia z fizyki ogólnej, elektrodynamiki klasycznej, fizyki ciała stałego, nadprzewodnictwa, optyki nieliniowej i optoelektroniki.
Pracę doktorską pt. Problemy dyfrakcji i propagacji fal elektromagnetycznych w ośrodku o jednoosiowej anizotropii elektrycznej, napisaną pod kierunkiem prof. J. Petykiewicza, obronił w czerwcu 1975 przed Radą Naukową Instytutu Fizyki Politechniki Warszawskiej uzyskując stopień doktora nauk fizycznych.
W październiku 1992 uchwałą Rady Naukowej Instytutu Fizyki Politechniki Warszawskiej, zatwierdzoną przez Centralną Komisję Kwalifikacyjną ds. Tytułu Naukowego i Stopni Naukowych, otrzymał stopień naukowy doktora habilitowanego nauk fizycznych za rozprawę pt. Pole elektromagnetyczne na granicy rozdziału jednoosiowych ośrodków anizotropowych i w jednoosiowym falowodzie planarnym.
1 października 1993 uzyskał tytuł profesora nadzwyczajnego Politechniki Szczecińskiej. Jednocześnie został powołany na stanowisko Dyrektora Instytutu Fizyki Politechniki Szczecińskiej i Kierownika Zakładu Optoelektroniki w tym Instytucie. Podjął wtedy starania o utworzenie kierunku studiów - Fizyka Techniczna, który został ostatecznie uruchomiony w 1995 na Wydziale Elektrycznym PS. W 1996 został uhonorowany nagrodą zespołową Rektora Politechniki Szczecińskiej. Był też inicjatorem, współorganizatorem i autorem programu studiów doktoranckich w dziedzinie fizyki utworzonych w 2001 na Politechnice Szczecińskiej, na Wydziale Technologii i Inżynierii Chemicznej.
W 2002 został wyróżniony Zachodniopomorskim Noblem za badania ceramicznych nadprzewodników wysokotemperaturowych RBa2Cu3O6+x domieszkowanych jonami ziem rzadkich. Nagroda została nadana przez Kapitułę Zachodniopomorskiego Klubu Liderów Nauki.
Brał udział w wielu projektach i programach badawczych. W latach 1985–1990 był kierownikiem tematu Pole elektromagnetyczne w falowodach optycznych w Centralnym Problemie Badań Podstawowych, a w latach 1990–1992 kierował projektem badawczym MEN pt.: Nieliniowe oddziaływania w falowodach optycznych.
W latach 1996–1999 był kontraktorem i realizatorem projektu UE TEMPUS, w ramach którego została utworzona na Politechnice Szczecińskiej nowa jednostka naukowo-dydaktyczna - Centrum Nowych Materiałów i Technologii, której dyrektorem został mianowany w 1999, decyzją Rady Naukowej Centrum i Władz Politechnik Szczecińskiej. W ramach projektu TEMPUS dzięki staraniom profesora Wabi wyposażono laboratorium optyki oraz laboratorium nowych materiałów w Instytucie Fizyki PS oraz sfinansowano staże naukowe w kraju i za granicą dla wielu pracowników naukowych i studentów.
Przez cały okres pracy prowadził współpracę naukową z wieloma renomowanymi ośrodkami naukowymi w kraju i za granicą (Instytut Fizyki Politechniki Warszawskiej, Instytut Fizyki Ciała Stałego Uniwersytetu Ateńskiego, Instytut Fizyki Ciała Stałego Uniwersytetu Technicznego w Berlinie, Laboratorium Fotoniki Uniwersytetu Manchesterskiego, Instytutu Teorii Ciała Stałego Uniwersytetu Centralnej Florydy, Instytutu Badań Jądrowych w Dubnej). Był uczestnikiem i współorganizatorem wielu krajowych i międzynarodowych konferencji naukowych.
Specjalizował się w badaniach nadprzewodnictwa; pod jego kierunkiem wyprodukowano kryształ o potencjalnym zastosowaniu jako źródło światła w celownikach optycznych, z możliwością wykorzystania w nawigacji, przemyśle zbrojeniowym i geodezji.
Autor wielu publikacji naukowych, pasjonat żeglarstwa.